# Верка Стоянова
Верка Стоянова (моминско име Верка Стоянова Стоилкова) е българска волейболистка, разпределител. Бронзова медалистка е от 1980 година от олимпийските игри в Москва.

## Постижения
- Бронзова медалистка от олимпийските игри в Москва (1980 г.)[1]
- Европейска шампионка за 1981 г. в София
- Бронзова медалистка от Европейското първенство в Лион, Франция през 1979 г.
- Носител на купата на европейските шампиони с ЦСКА (1979 г.)
- Най-добра изпълнителка на сервис, на Световната купа (1981 г.)
- Носител на КНК с ЦСКА (1982 г.)